# 小佐井村
小佐井村（こざいむら）は、大分県北海部郡にあった村。現在の大分市の一部にあたる。

## 地理
- 海洋：別府湾
- 河川：丹生川[3]、尾田川[4]、 屋山川[5]

## 歴史
古代には海部郡佐尉郷の一部であったが、豊後国風土記に「旧名は酒井」との記述があり、佐尉は訛りであるとの説がある。中世に大佐井郷、小佐井郷に分かれる。大佐井は現在の大分市大在地区にあたる。
- 1889年（明治22年）4月1日、町村制の施行により、北海部郡市尾村、屋山村、里村が合併して村制施行し、小佐井村が発足[1][2]。旧村名を継承した市尾、屋山、里の3大字を編成[2]。
- 1941年（昭和16年）11月3日、北海部郡坂ノ市町、丹生村と合併し、坂ノ市町が存続して廃止された[1][2]。

## 産業
- 農業、漁業[3]